# Della Destiara Haris

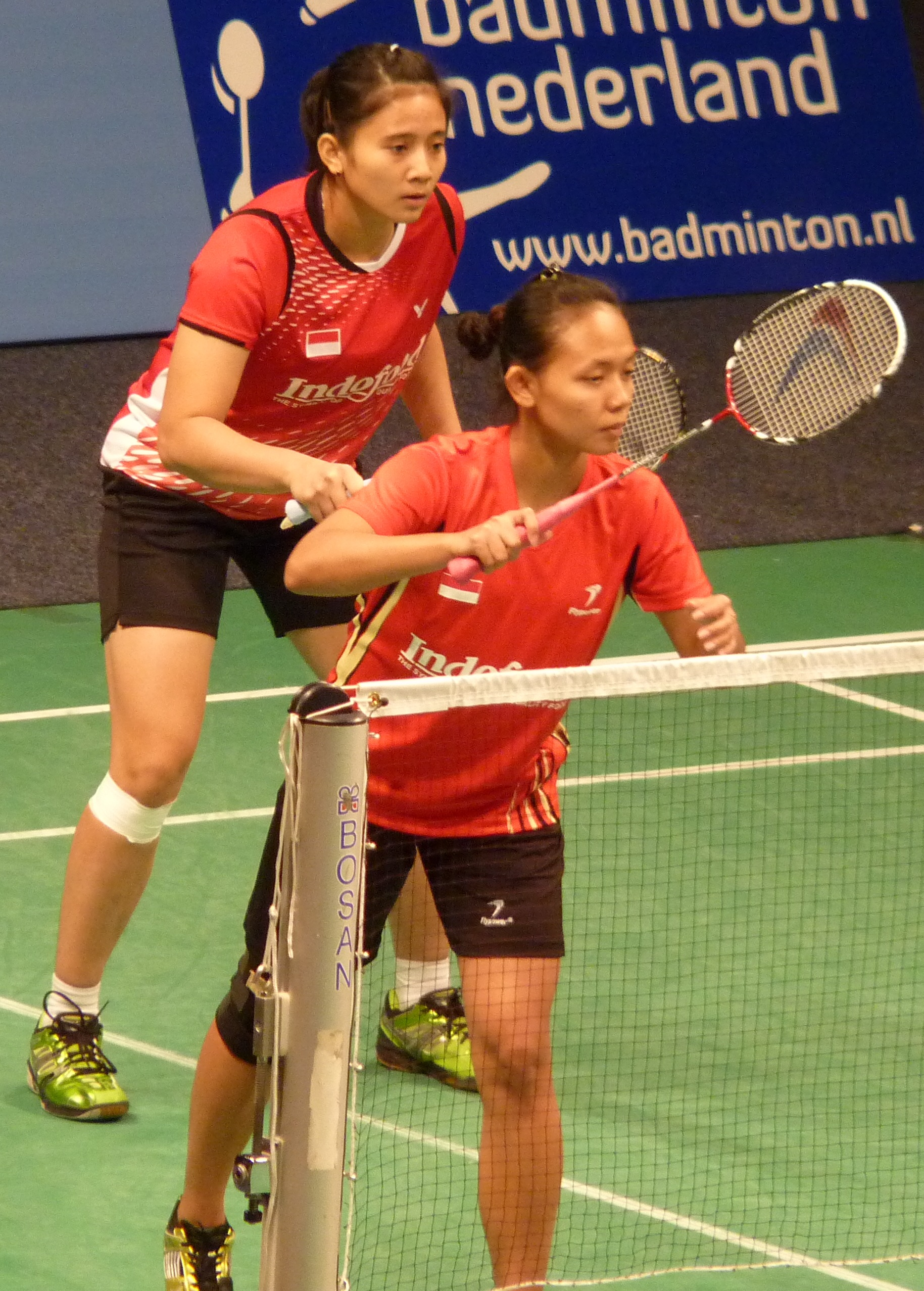
Anggia Shitta Awanda & Della Destiara Haris

Della Destiara Haris (* 8. Dezember 1992 in Jakarta) ist eine indonesische Badmintonspielerin. 

## Karriere
Della Destiara Haris wurde bei der Junioren-Badmintonasienmeisterschaft 2010 Dritte im Mixed mit Ricky Karanda Suwardi. Im gleichen Jahr schaffte sie es gemeinsam mit Suci Rizky Andini bis ins Viertelfinale des Damendoppels der Indonesia Open. Bei der Weltmeisterschaft 2011 war für beide dagegen schon in der ersten Runde Endstation.

## Sportliche Erfolge
| Saison | Veranstaltung               | Disziplin   | Platz | Name                                         |
| ------ | --------------------------- | ----------- | ----- | -------------------------------------------- |
| 2010   | Junioren-Asienmeisterschaft | Mixed       | 3     | Ricky Karanda Suwardi / Della Destiara Haris |
| 2010   | Indonesia Open              | Damendoppel | 5     | Della Destiara Haris / Suci Rizky Andini     |
| 2011   | Weltmeisterschaft           | Damendoppel | 33    | Della Destiara Haris / Suci Rizky Andini     |